# 2013年鄯善县“6·26”暴力恐怖袭击事件
新疆鄯善恐怖袭击事件，又称新疆鄯善县严重暴力恐怖袭击案，是指2013年6月26日凌晨5时50分许，发生在中华人民共和国新疆吐鲁番地区鄯善县鲁克沁镇的一宗暴力袭击事件，中国官方将此事件定性为“恐怖袭击”。 多名暴徒先后袭击鲁克沁镇派出所、特巡警中队、镇政府和民工工地，放火焚烧警车。该案件造成24人遇害，其中有16人为维吾尔族，2人为公安民警；造成21名民警和群众受伤。公安民警当场击毙暴徒11人、击伤并抓获4人。

## 经过
根据2013年6月30日，案件告破时警方发布信息，艾合买提尼牙孜·斯迪克自2013年2月以来纠集多人进行宗教极端活动，收听煽动暴力恐怖活动的音频资料，形成了17人的暴力恐怖活动团伙。6月中旬以来，该团伙筹措资金，购买刀具、汽油等作案工具，多次踩点。6月25日，公安机关根据线索抓获该团伙成员1人。艾某因害怕罪行败露，26日晨，伙同15名暴徒，先后袭击鄯善县鲁克沁镇派出所、巡警中队、镇政府、建筑工地、个体商店和美容美发厅，烧毁车辆，持刀疯狂砍杀公安民警和无辜群众，造成24人死亡，其中维吾尔族16人、汉族8人，2名女性，另有21人受伤。处置过程中，当场击毙暴徒11人，击伤并抓获4人，缴获刀具、汽油桶等作案工具若干。经群众举报，最后一名逃犯伊布拉音·艾力于6月30日被抓获。

## 事后

### 各方反应与破案
2013年6月26日事件发生后，美国国务院发言人對此发表声明，“敦促中国当局”为被捕者提供应有的法律保护，并表示美国“对不断出现的歧视和限制维吾尔人和穆斯林人的报道深表关切”。
2013年6月26日，国内各媒体都根据新华社英文稿库消息，对事件进行了报道，报道称包括10名暴徒在内共27人死亡，其中民警9人。当日，各大网站，特别是新闻、门户网站对上述新闻进行删除，当时报道仅能在少量网站和网络社区转载中有所保留。同时，删除新闻的行为引起了网络上部分人的讨论。6月27日，更正死亡人数后的各网站又重新报道该事件。6月28日，环球时报发表社论《新疆暴恐犯罪决非“民族冲突”》反驳美国态度。
中共中央总书记习近平及中共中央领导對6月26日鄯善暴力恐怖袭击案件、6月28日2013年和田县暴力事件作出批示，要求迅速处置，确保社会大局稳定。2013年6月28日晚，中共新疆维吾尔自治区委举行常委会议，通报6月26日鄯善暴力恐怖袭击案件、6月28日和田县群体聚集闹事事件及处置情况，并传达了习近平等中共中央领导的上述批示。
2013年6月30日，案件告破，新疆警方及时发布信息，各大媒体也均有报道。

### 审判
2013年9月12日，吐鲁番地区中级人民法院对4名被告人一审公开开庭审理并当庭宣判，以组织领导恐怖组织罪、故意杀人罪、放火罪数罪并罚，判处艾合买提尼亚孜·斯迪克死刑，剥夺政治权利终身；以参加恐怖组织罪、故意杀人罪、放火罪数罪并罚，判处吾拉音·艾力死刑，剥夺政治权利终身；以参加恐怖组织罪、故意杀人罪数罪并罚，判处阿不都拉·斯热甫力死刑，剥夺政治权利终身；以参加恐怖组织罪、故意杀人罪、放火罪数罪并罚，判处艾克拉木·吾斯曼有期徒刑25年，剥夺政治权利5年。
法庭审理查明，2010年4月以来，他们就多次聚集，从事非法宗教活动，2013年6月19日晚，按照艾合买提尼亚孜·斯迪克与艾力·艾合买提尼亚孜事先的商议，艾力·艾合买提尼亚孜召集艾克拉木·吾斯曼等5人在鲁克沁镇艾因丁·吾买尔家聚会，策划对鲁克沁镇派出所、当地政府、特警中队、主麻市场等处实施恐怖袭击；安排由艾克拉木·吾斯曼筹集、掌管经费，并与其他恐怖分子购买作案刀具。期间，艾克拉木·吾斯曼还提议制作燃烧瓶放火。根据分工，6月20日至25日，艾克拉木·吾斯曼与其他恐怖分子筹集资金10800元，购买长砍刀26把、短刀21把；其他人购买了汽油、软管等犯罪工具。6月下旬，艾力·艾合买提尼亚孜等人将实施恐怖活动的准备情况向艾合买提尼亚孜·斯迪克汇报，并称可以行动。6月25日，艾克拉木·吾斯曼在为作案刀具开刃时，因涉嫌犯罪被拘留。艾合买提尼亚孜·斯迪克等人恐事情败露，决定提前实施恐怖袭击。26日早晨，13人在鲁克沁镇主麻市场东侧的木材场聚集，先后袭击鲁克沁镇派出所、县特警大队女子中队，疯狂砍杀公安民警、焚烧办公楼、车辆，致公安民辅警共24人死亡（其中维族15人），21人受伤，造成公私财产直接损失213.6万元。在前往镇政府继续施暴的途中被驻军阻击，除艾合买提尼亚孜·斯迪克、吾拉音·艾力、阿不都拉·斯热甫力外，参与当天暴力袭击的恐怖分子均被当场击毙或被击伤后经抢救无效身亡。
2014年6月16日，艾合买提尼亚孜·斯迪克、阿不都拉·斯热甫力、吾拉音·艾力3人被执行死刑。

### 評論
在鄯善县此次袭击事件中落网的凶手吾拉音·艾力對記者稱其杀人是为了换取进“天堂”的资格，因为“天堂里有仙女，有美酒，可以喝酒，怎么喝都不醉，流出的汗都是香的，想要什么有什么”。长期关注宗教极端思想的學者艾力亚·阿不拉认为，像吾拉音·艾力这样的思想并不奇怪，这种对“天堂”的认知，正是在新疆流传的宣扬极端宗教思想的音频视频中宣传的内容之一。新疆克孜勒苏柯尔克孜自治州的维吾尔族律师尼加提曾大量经手類似案件，据他观察，在2013年至2014年新疆发生的暴力恐怖案件中，大多数受害人均为维吾尔族人，包括2013年巴楚县“4·23”暴力恐怖袭击事件、2013年鄯善县“6·26”暴力恐怖袭击事件，以及之前未公开报道的大量案件。参与这些暴力恐怖事件的人，一般都带有濃厚的宗教背景。尼加提观察到，这些人认为世界上仅有两个群体：穆斯林、异教徒。这些人明确不认可任何“世界维吾尔代表大会”之类的世俗性维吾尔族分离主义组织，更不认可热比娅，这些人认为未来会跟“那個女人”（热比娅））打仗。

## 相关事件
- 当月初，新疆西北部阿克苏地区阿瓦提县的乌鲁却勒镇第一区发生爆炸。一名镇官员阿迪尔·赛麦特（Adil Semet）表示，当地警察当时正逐家逐户进行搜捕行动时，在一间房屋抓捕一些人时，一些人自己引爆，两人逃脱。有12名疑犯死亡，其中5人涉及2009年乌鲁木齐七五骚乱，这些人都有炸弹，并计划引爆。当有警察调查及抓捕他们时，他们企图逃走。在逃脱的人中，至少一人是女姓。[10]
- 同年6月23日，自由亞洲電台報道，新疆和田地區墨玉县发生一起由维族人发起的袭击，事件中有6至7人死亡[10]；一年後該縣再次發生袭击案。
- 乌鲁木齐市公安局 #治安播报# 2013年6月28日下午15时50分许，一名犯罪嫌疑人在翻越武警乌鲁木齐市支队围墙时被抓获。目前首府社会秩序良好，保持稳定。[11]
- 6月28日，和田县罕艾日克乡发生群体持械聚集闹事事件，中国中央电视台当天下午的报道原本把事件形容为“暴力袭击案件”，但天山网晚上则把事件称为“群体持械聚集闹事事件”。官方中新社引述新疆和田地區行署專員艾則孜·木沙6月29日發表電視講話透露的案情說，6月28日下午3時30分左右，多名不法分子在和田縣罕艾日克乡巴拉馬斯村庫木布依清真寺禮拜後，高喊口號，手持棍棒、斧頭等聚眾鬧事，部分人騎摩托車、部分步行，分別前往和田市、墨玉縣企圖破壞。和田市當局立即圍堵、勸阻，扣押鬧事人員，全力追捕逃犯。不過6月29日出版的英文版《環球時報》則稱這一事件為「騷亂」，指超過100名恐怖分子持大刀襲擊了墨玉縣派出所。[12]有外电声称有十多人死亡，数十人受伤，中国媒体报道未造成人员伤亡。[13]
- 中國《環球時報》的記者從中國反恐權威部門獲知消息，從2012年起，“東突”派部分成員從土耳其進入敘利亞，參加敘利亞反對派中的極端宗教恐怖組織與敘利亞政府軍作戰，同時還從在敘利亞作戰的“東突”分子中物色人選，潛回中國境內策劃、實施恐怖襲擊行動。[14]
- 乌鲁木齐市公安局在微博上呼吁网民停止转发未经官方证实的“各类涉危涉稳信息”。
- 2013年6月30日，阿图什市三名特警在市内进行入户检查，当他们进入某名疑犯家中时遭到袭击，一名柯尔克孜族特警死亡，另外两名分别为维吾尔族及汉族的特警则受伤。持刀袭击的疑犯被当场击毙。遇袭身亡的特警名叫买买提·努尔，柯尔克孜族，阿合奇县人。[15]